# سیارک ۴۶۳۲
سیارک ۴۶۳۲ (به انگلیسی: 4632 Udagawa، نامگذاری:1987YB) چهار هزار و ششصد و سی و دومین سیارک کشف شده‌است که در ۱۷ دسامبر ۱۹۸۷ کشف شد.